# Drifting Hearts
Drifting Hearts è un cortometraggio muto del 1914 diretto da Harry A. Pollard. Di genere drammatico, fu prodotto dalla Beauty (American Film Manufacturing Company) su un soggetto di Isobel M. Reynolds. Aveva come interpreti lo stesso Pollard, Margarita Fischer, la piccola Kathie Fischer, Agnes Childs, Frank Cooley.

## Trama
Arthur e Harriette Courtleigh perdono la loro unica bambina. Disperati, i giovani genitori cominciano ad allontanarsi l'uno dall'altra. Lui, che è pittore, dedicandosi sempre di più alla sua arte; lei dandosi totalmente alla vita di società. Lui intreccia una relazione con la sua bella modella, mentre la moglie si lascia corteggiare da un fervente ammiratore, fino ad accettare di fuggire con lui. Prima di andarsene, entra nello studio per prendere una foto della figlia e trova una collana di perle accompagnata da un tenero biglietto. Credendo che il marito si sia ricordato del loro anniversario, quando lui ritorna, gli corre commossa tra le braccia. In realtà, il regalo di Arthur era per il compleanno della modella che aveva assistito invisibile alla scena senza intervenire. Così, quando vede marito e moglie riconciliarsi, se ne va via lasciando la coppia felice. Da parte sua, l'ammiratore resterà in stazione ad aspettare inutilmente l'arrivo di Harriette.

## Produzione
Il film fu prodotto dalla American Film Manufacturing Company.

## Distribuzione
Distribuito dalla Mutual, il film - un cortometraggio in una bobina - uscì nelle sale statunitensi il 2 giugno 1914. L'American Co. lo distribuì lo stesso anno nel Regno Unito.